# Minangkabau

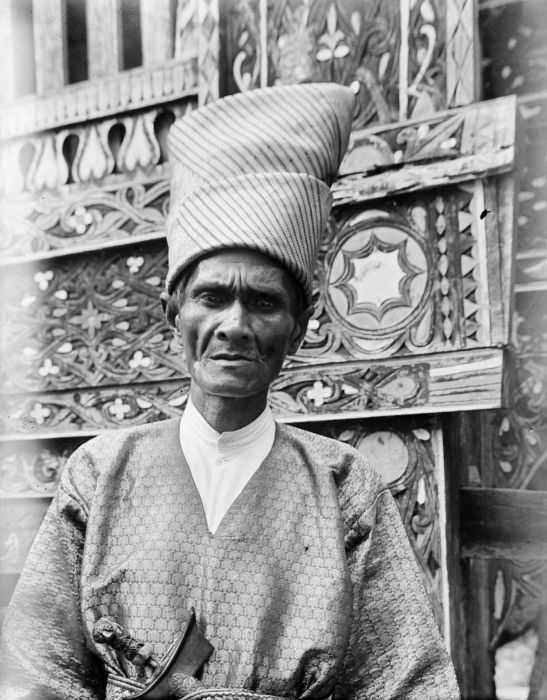
Een Minangkabauer in adatkostuum te Solok, West-Sumatra

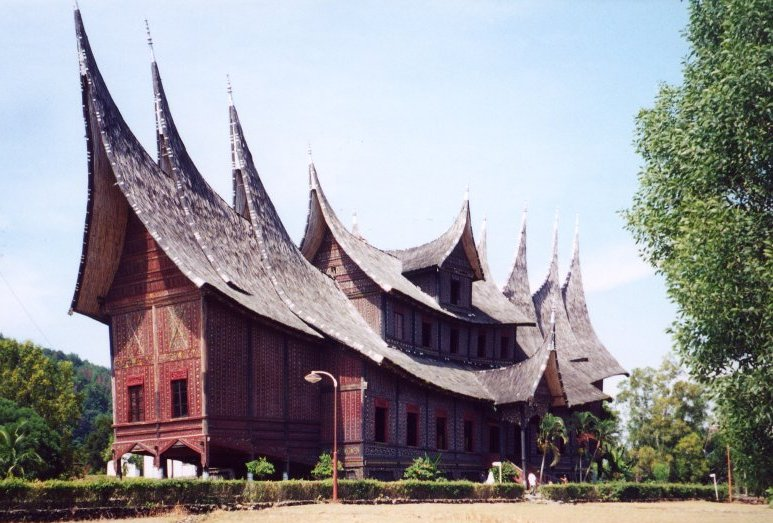
Istano Pagaruyuang, Pagaruyung Paleis bij Payakumbuh. (Dit museum is in 2007 afgebrand)

De Minangkabau is een volk dat voornamelijk woont in West-Sumatra (Sumatera Barat), maar dat in bijna heel Indonesië te vinden is, evenals in Maleisië (hoofdzakelijk in de staat Negeri Sembilan).
De landstreek Minangkabau stond in de koloniale tijd ook wel bekend onder de naam Padangse Bovenlanden.

## Levenswijze
De Minangkabau staan vooral bekend om hun traditioneel matrilineaire verwantschapssysteem. In dit systeem wordt overgeërfd via de lijn van de moeder. Vroeger was het meeste bezit, zoals land en huizen, dan ook in bezit van de (familie van de) vrouw. Door invloed van de islam (zie ook Paderi-oorlogen) is het matrilineaire systeem niet zo dominant meer aanwezig, maar kan nog steeds in bepaalde culturele en sociale aspecten herkend worden. De weeftechniek voor het vervaardigen van songket wordt nog op enkele plaatsen beoefend.

## Taal
De Minangkabau (vaak simpelweg Minang genoemd), spreken Minangkabaus (Bahasa Minangkabau of Bahasa Minang), een Maleise taal, die sterk lijkt op de lingua franca van Indonesië, het Bahasa Indonesia. Minangkabauers geven zelf vaak aan dat Bahasa Minangkabau een van de voorlopers is geweest van het Bahasa Indonesia. Het Bahasa Minangkabau heeft verschillende dialecten, zo zijn de dialecten rond Bukittinggi bijvoorbeeld heel anders dan het Padangse dialect.

## Herkomst "Minangkabau"
Er zijn verschillende verklaringen voor de naam "Minangkabau". De Minangkabau vertellen zelf graag het verhaal van de "Winnende Karbouw" (Minangkabaus: Menang Kabau, Indonesisch: Menang Kerbau). Het verhaal gaat dat de West-Sumatranen in oorlog waren met een Javaans koninkrijk. Omdat de Javanen een veel beter en groter leger hadden, verzonnen de West-Sumatranen een list. Zij stelden voor om een wedstrijd te houden. Beide partijen leverde een karbouw (waterbuffel) die tot de dood zouden vechten. De winnende partij zou ook de oorlog winnen.
De Javanen accepteerden de uitdaging en op de afgesproken dag presenteerden zij een enorme karbouw-stier. De West-Sumatraanse karbouw was een uitgehongerd, nog niet gespeend kalf waarvan de hoorntjes gescherpt waren (of in een andere versie: met messen stiekem op de hoorns gebonden). Toen het kalf de volwassen karbouw zag, rende het naar het enorme beest, in de hoop melk te kunnen drinken. Het kalf stootte zijn hoorns in de buik van de stier en velde daarmee de kampioen van de Javanen. De Sumatranen wonnen dus de oorlog. Men zegt dat de puntige daken van de traditionele huizen (Rumah Gadang) de hoorns van de karbouw symboliseren.
Een andere, minder tot de verbeelding sprekende maar plausibelere verklaring van Van der Tuuk is dat de naam afkomstig zou zijn van het archaïsche pinang kabhu, wat zoiets betekent als "oorspronkelijk huis".